# André Caplet

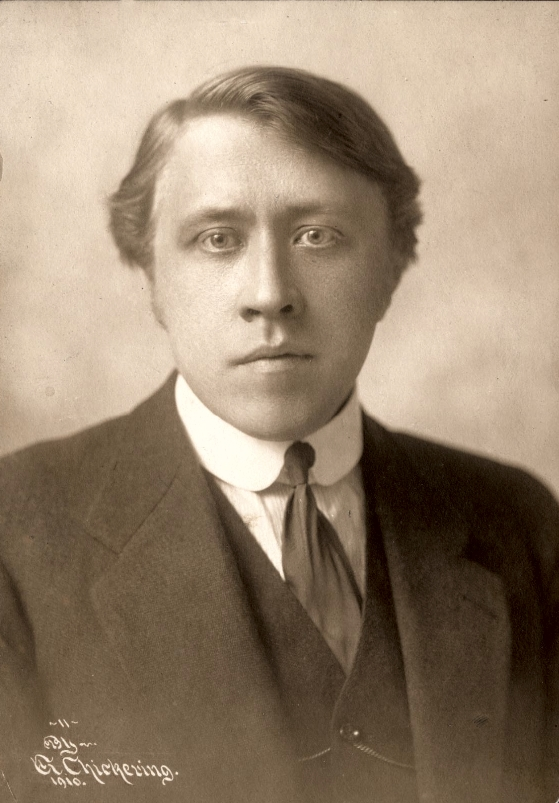
André Caplet

André Léon Caplet (* 23. November 1878 in Le Havre; † 22. April 1925 in Neuilly-sur-Seine) war ein französischer Komponist und Dirigent.

## Leben
Caplets Vater galt als bester Klavierstimmer von Le Havre. Der junge André erhielt seine erste musikalische Ausbildung auf der Violine. Er gewann als Neunjähriger einen ersten Preis und spielte bereits als Zwölfjähriger Violine im Theaterorchester seiner Heimatstadt. 1896 begann er ein Studium am Pariser Konservatorium in den Fächern Harmonielehre, Klavierbegleitung und Komposition unter anderem bei Henri Woollett. Im selben Jahr begann er erst als Pauker, dann als Dirigent der Concerts Colonne. Seine Lehrer waren Charles Lenepveu, Xavier Leroux und Paul Vidal. Mit 19 konnte er zum ersten Mal am Théâtre de la Porte Saint-Martin dirigieren, zwei Jahre später wurde er dort zum Musikdirektor ernannt. Außer der Begeisterung für alles Musikalische liebte Caplet die Malerei und begeisterte sich für Naturschauspiele.
1901 wurde er (u. a. gegen die Konkurrenz Ravels) mit dem Prix de Rome für die Kantate Myrrha ausgezeichnet. Nach der Rückkehr aus Rom wurde Caplet Schüler von Claude Debussy. Bis 1910 war er Dirigent der Concerts Colonne, und von 1910 bis 1914 dirigierte er an der Oper in Boston. 1912 leitete er die englische Erstaufführung von Debussys Oper Pelléas et Mélisande. Debussy vertraute ihm die Orchestrierung des Bühnenwerks Le Martyre de Saint Sébastien an, dessen Uraufführung er dirigierte.
1914 wurde Caplet zum musikalischen Leiter der Pariser Oper ernannt. Wenige Tage später jedoch, nach Ausbruch des Ersten Weltkrieges, meldete er sich freiwillig zum Wehrdienst. Während seines Militärdienstes erlitt er eine Gasvergiftung. Die dadurch entstandene Brustfellentzündung zwang ihn zur Aufgabe seiner Dirigiertätigkeit – er widmete sich seitdem nur noch der Komposition – und trug mit zu seinem relativ frühen Tod bei.

## Werk
Caplet war mit Debussy befreundet und orchestrierte lange Passagen aus dessen Le Martyre de Saint-Sébastien. Er unterstützte ihn auch bei der Orchestrierung von La Boîte à joujoux. 1911 fertigte Caplet eine Orchesterversion von Debussys Children’s Corner an; dies ist vielleicht – gemeinsam mit seiner Orchesterfassung von Clair de Lune aus der Suite bergamasque – die heute am häufigsten aufgeführte Arbeit von Caplet.
Caplet war als Komponist in frühen Jahren von César Franck und später auch von Gabriel Fauré beeinflusst. Wie viele andere französische Komponisten zeigte sich Caplet vom Orient fasziniert. So entstand um 1900 seine Persische Suite für doppeltes Bläserquintett. Danach machte sich der Einfluss Debussys deutlich bemerkbar. Im späteren Werk ließ er den Impressionismus teilweise jedoch hinter sich, und neoklassizistische Züge, im Vokalwerk teils auch eine Hinwendung zur Gregorianik, sind erkennbar. Caplet war avantgardistischen Tendenzen gegenüber aufgeschlossen, so dirigierte er als erster französischer Dirigent die Fünf Orchesterstücke Arnold Schönbergs. Er schrieb Orchesterwerke, Kammermusik in verschiedenen Besetzungen und Vokalwerke, darunter zahlreiche geistliche Werke (u. a. Les Prières, Messe zu drei Stimmen, Le Miroir de Jésus). Letzteres wurde im Gedenken an seinen Tod an den Weltmusiktagen der Internationalen Gesellschaft für Neue Musik (ISCM World Music Days) 1926 in Zürich gespielt.

## Werke (Auswahl)
- Quintett für Klavier, Flöte, Oboe, Klarinette und Fagott (1898)
- Suite Persane für Dezett (2 Flöten, 2 Oboen, 2 Klarinetten, 2 Hörner, 2 Fagotte; um 1900)
- Myrrha, Kantate, geschrieben für den Rompreis (1901)
- Septet für 3 Frauenstimmen und Streichquartett (1909)
- Inscriptions Champetres  für Chor (1914)
- Nach 1914 zahlreiche Lieder, sehr bekannt wurde Le pain quotidienne[1]
- Douaumont für Militärorchester (1917)
- Conte Fantastique für Harfe und Streichquartett (1919), nach der Erzählung Die Maske des Roten Todes von Edgar Allan Poe, auch als Orchesterversion
- Les prières für Frauenstimme, Harfe und Streichquartett (1922)
- Epiphanie für Cello und Orchester (1923)
- Le miroir de Jesus (1923), für Gesang und Streichinstrumente[1]
- Divertissements für Harfe (1924)